# William de Wiveleslie Abney
William De Wiveleslie Abney (Derby, 24 luglio 1843 – Folkestone, 3 dicembre 1920) è stato uno scienziato e fotografo inglese.

## Biografia
Nacque a Derby, in Inghilterra, figlio del vicario Edward Henry (1811–1892) e di Catharine Strutt. Prestò servizio militare alla Royal Military Academy di Woolwich e trascorse diversi anni in India a partire dal 1861.
Anche il padre era un appassionato di fotografia e, grazie all'amicizia di Richard Keene, uno dei primi fotografi di Derby, apprese diverse nozioni. Keene divenne amico sia di William che del fratello Charles Edward (1850-1914) con cui fondarono nel 1884 la Derby Photographic Society.
Con altri studiosi preparò, tra il 1878 e il 1879, un'emulsione rapida che rese possibile la fotografia istantanea e nel 1880 presentò l'Idrochinone, il rivelatore ampiamente usato per tutto il XX secolo fino all'avvento del digitale e anche oltre per gli appassionati della fotografia cosiddetta "analogica". Condusse inoltre importanti ricerche nel campo della spettrofotografia, dell'analisi cromatica e della visione dei colori.
Abney ha inventato la "livella Abney", un clinometro combinato con una livella a bolla, utilizzato dai topografi per misurare pendenze e angoli.
Morì il 3 dicembre 1920 a Folkestone. È sepolto nel cimitero della Holy Trinity Church di quella città.

## Famiglia
Con la prima moglie, Agnes Matilda Smith (deceduta nel 1888), ebbe tre figli di cui un maschio. Con la seconda moglie, sposata nel 1890, Mary Louisa Mead, ha avuto un'altra figlia.

## Pubblicazioni
- Chemistry for Engineers, 1870.
- Thebes and its five greater temples, London, published by Sampson Low, Marston, Searle & Rivington, 1876.
- W. de W. Abney, Instruction in Photography, London, published by S. Low, Marston & company, 1900.
- A New Developer, Photographic News, 1880.
- W. de W. Abney and E. R. Festing, Intensity of Radiation through Turbid Media in Proceedings of the Royal Society of London, Volume 40, pages 378–380, 1886. Published by The Royal Society.
- W. de W. Abney and E. R. Festing, Colour Photometry. Part III in Proceedings of the Royal Society of London, Volume 50, pages 369–372, 1891–1892. Published by The Royal Society.

## Onorificenze
- 1876 - Fellow of the Royal Society
- 1878 - Received first Progress Medal of the Photographic Society of Great Britain ever
- 1885 - Fellow of the Royal Society of Edinburgh
- 1892 to 1894, 1896 and 1903 to 1905 - President of the Photographic Society of Great Britain aka Royal Photographic Society
- 1893 to 1895 - President of the Royal Astronomical Society
- 1895 to 1897 - President of the Physical Society of London
- KCB: Knight Commander (civil division) of the Order of the Bath - announced in the 1900 New Year Honours honours list on 1/1/1900, gazetted on 16/1/1900 and invested by Queen Victoria at Windsor Castle on 1 March 1900.
- 1902 - Doctor of Science (D.Sc. Honoris causa) from the University of Dublin
- 1909 to 1920 - Vice-President of Girls' Public Day School Trust